# Bryan Higgins
Bryan Higgins (* 1741 in Collooney, County Sligo, Irland; † 1818 oder 1820 auf seinem Gut in Walford, Staffordshire) war ein irischer Chemiker.
Ab 1765 besuchte er die Universität Leiden, wo er sich als Doktor der Physik qualifizierte. Er betrieb danach in der Greek Street, Soho eine Schule der praktischen Chemie. Ein Teilnehmer seiner Vorlesungen war Joseph Priestley, mit dem er sich später zerstritt. 1777 entdeckte er eine chemische Harmonika oder Singende Flamme (ein thermoakustisches Phänomen). Zwischen 1780 und 1790 besuchte er Sankt Petersburg. 1789 meldete er ein Patent auf ein billigen Zement an, bei dem er Kalkwasser statt Wasser verwandte. 1797 bis 1799 residierte er auf Jamaika, wo er die Rohrzucker- und Rumherstellung verbesserte.
Sein Neffe William Higgins (1763–1825) arbeitete auch in seinem Labor und ab 1792 als Chemiker in Dublin.